# Christoph Friedrich Wedekind
Christoph Friedrich Wedekind (* 15. April 1709 auf Schloss Ricklingen bei Wunstorf; † 3. Oktober 1777 in Kiel) war ein Gelegenheitsdichter und ist als Verfasser des Krambambuli-Liedes bekannt geworden.
Seine Gedichte veröffentlichte er unter dem Pseudonym Crescentius Koromandel. Er führte außerdem die Namen Nikolaus Christoph Friedrich Wittekind bzw. Wittekindus, nach Wittekind, dem Helden der Sachsen.
Er ist ein Angehöriger der Familie Wedekind zur Horst, zu der auch der Schriftsteller Frank Wedekind gehört.

## Leben

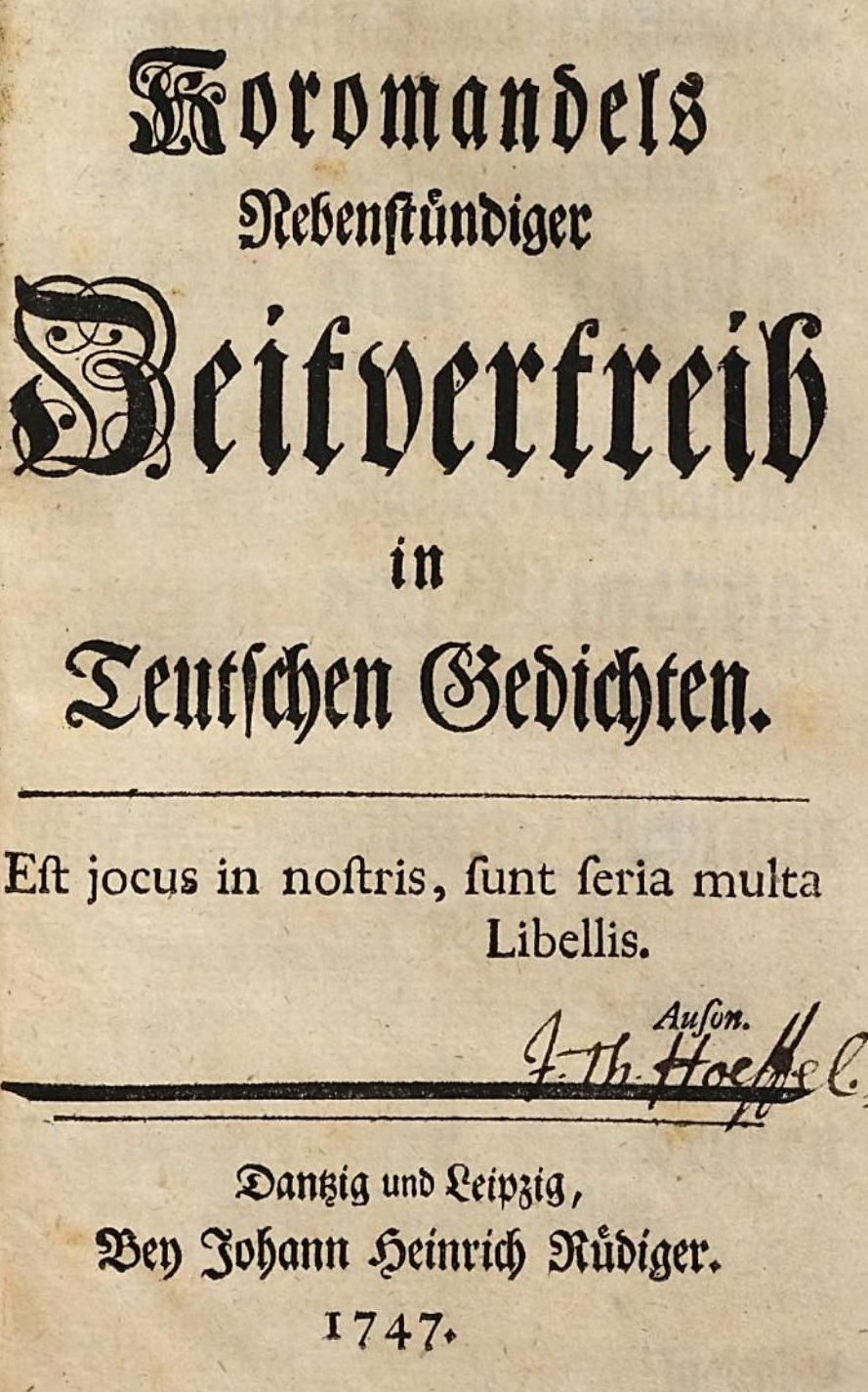
Wedekinds Hauptwerk Koromandels Nebenstündiger Zeitvertreib in Teutschen Gedichten (1747)

Christoph Friedrich Wedekind war der Sohn des Pfarrers Justus Julius Wedekind und der Anna Emerantia. Er besuchte in Hildesheim und Ilfeld die Schule. Sein Studium der Rechtswissenschaften absolvierte er in Rinteln oder Jena, seine Promotion zum Dr. jur. erlangte er im Jahr 1729 in Helmstedt.
Er hatte vermutlich schon die Stellung eines Hofmeisters inne, als er Frankreich, Italien und Süddeutschland bereiste. Vom Jahr 1735 bis 1738 war er jedenfalls als Hofmeister in der Stadt Altdorf immatrikuliert. Er bemühte sich um eine Anstellung im Regensburger Reichstag, aber erst im Jahr 1745 fand er eine Anstellung als juristischer Berater und Regimentssekretär des Prinzen Georg Ludwig von Holstein-Gottorp.
Ebenfalls im Jahr 1745 veröffentlichte Wedekind sein 102-strophiges Lobgedicht auf den Krambambuli, den Danziger Wacholderbranntwein der Brennerei „Der Lachs“. Dieses Gedicht erschien zunächst als Einzeldruck in Halle, Wedekind nahm es aber auch in seine im Jahr 1747 in Danzig publizierte Gedichtsammlung „Nebenstündiger Zeitvertreib in Teutschen Gedichten“ auf. Sein Krambambulist fand bald Einzug in Studentenliederbücher und wurde zu einem beliebten Volkslied. Wedekinds weiteres literarisches Schaffen wurde nur wenig beachtet, der Name Koromandel wird von Gotthold Ephraim Lessing in Band 1 seines Buches Sämtliche Schriften einmal verwendet.
Seit dem Jahr 1752 lebte Christoph Friedrich Wedekind in der Stadt Eutin und zog später nach Kiel.
Wedekind hatte den Titel eines Hofrates ab dem Jahr 1753 inne, in diesem Jahr trat er auch der Deutschen Gesellschaft in Göttingen bei.
Ab dem Jahr 1763 stand er als Hofrat in Diensten von Georg-Ludwigs Bruder Friedrich August, der Fürstbischof von Lübeck war.

## Werk
Unter seinem Pseudonym Crescentius Koromandel publizierte Wedekind folgende Werke:
- Der Krambambulist. Ein Lob-Gedicht über die gebrannten Wasser im Lachß zu Dantzig, Halle 1745 (Digitalisat)
- Der Chapeaubasist, oder der gereisete Juncker: eine Erzehlung, 1746
- Nebenstündiger Zeitvertreib in Teutschen Gedichten, Danzig 1747
- Schuldbrief eines liederlichen Studenten an seinem Vater, Berlin 1920